# 王况
王况（?—?），西汉外戚，王莽五叔成都景成侯王商之子，弟弟隆信公王邑、掌威侯王奇。

## 生平
元延四年（前9年）袭爵成都侯。绥和二年（前7年）司隶校尉解光上奏：“成都侯王况，公然聘娶先帝后宫的贵人为妻，先帝山陵未成，置酒歌舞。犯了大不敬、不道之罪。”汉哀帝知道大司马王根在汉成帝时曾有立自己为太子的建议，因此遣送王根回封国。王况被夺爵，贬为平民，遣归魏郡。王根和王况的父亲王商所举荐而当官的人，全部罢免。
新朝另有春王城门校尉王况为震威将军、虎贲将军。21年，占卦先生王况对魏成大尹李焉说：“汉朝复兴，姓李的人将为辅佐。”替李焉编写谶书共十多万字。事泄，王莽把二人都杀了。